# Maria Anna av Bayern (1805–1877)
Maria Anna av Bayern, (Maria Anna Leopoldine Elisabeth Wilhelmine von Bayern) född 27 januari 1805 i München, död 13 september 1877 i Wachwitz, var drottning av Sachsen.

## Biografi
Dotter till Maximilian IV Joseph av Bayern och Karoline Frederike av Baden. Gift i Dresden 24 april 1833 med kung Fredrik August II av Sachsen.
Maria Anna grundade Sachsens första kvinnoförbund, hjälporganisationen "Frauenvereinsanstalt der obererzgebirgischen und vogtländischen Frauenvereine" under svälten i Erzgebirge och Vogtland 1836. Hon lät även uppföra kapellet Gedächtniskapelle 1855. 
Maria Anna är känd för sin brevväxling med författaren Ida von Hahn-Hahn (1805–1880), vilken finns bevarad.